# Malebranche

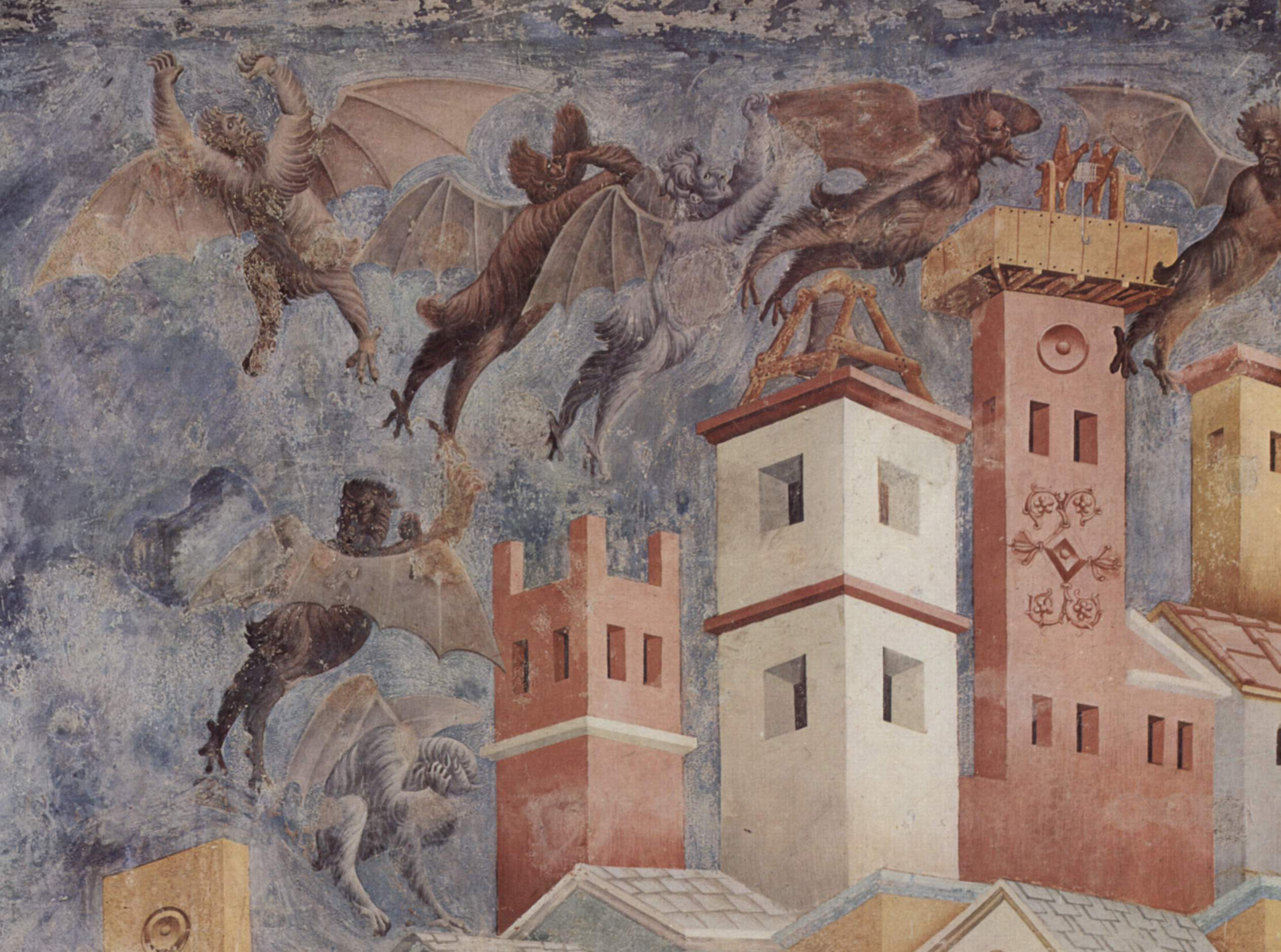
Diavoli di Giotto, Basilica Superiore, Assisi (1290-1295)

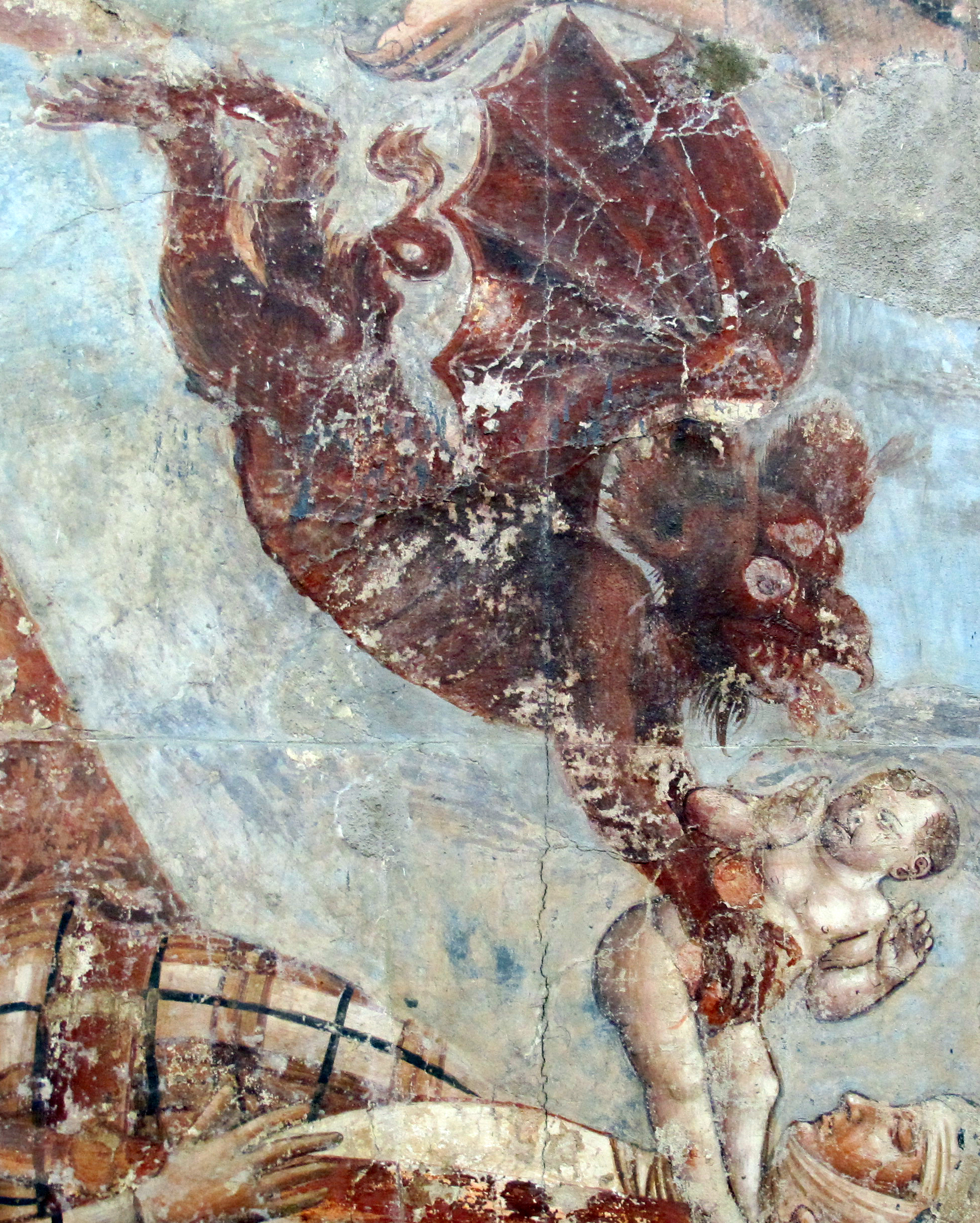
Un diavolo nel Trionfo della morte di Buffalmacco, Pisa (1336-41)

cominciò elli a dire, "e tu, Cagnazzo;

e Barbariccia guidi la decina.

Libicocco vegn'oltre e Draghignazzo,

Cirïatto sannuto e Graffiacane

e Farfarello e Rubicante pazzo."»
(Inf. XXI vv. 118-123)
I Malebranche sono un gruppo di diavoli presenti nell'Inferno di Dante (nei canti XXI, XXII e XXIII), deputati a controllare che i dannati della quinta bolgia dell'ottavo cerchio, quello dei fraudolenti, i "barattieri", non escano dalla pece bollente. Essi sono dotati di uncini con i quali graffiano e squartano tutti coloro che osino affacciarsi.
Il nome, così come quello del luogo, "Malebolge", e di molti dei diavoli, è inventato da Dante e significa propriamente cattivi artigli (le "branche" sono gli artigli leonini), riferendosi proprio agli uncini.
Il lungo episodio è caratterizzato da una innegabile vis comica che lo rende uno dei più famosi dell'Inferno. In questa occasione Dante diede prova della duttilità della sua poesia e della lingua italiana (della quale viene non a caso chiamato "padre"), adatta a trattare sia temi "alti" che più popolareschi.
Nel passo dantesco compaiono 13 diavoli. Il primo non ha nome ed appare minaccioso alle spalle di Dante e Virgilio mentre attraversano uno dei ponti delle Malebolge. Esso però non li considera e recita la sua scena con l'anziano di Santa Zita, un lucchese. Successivamente ne appaiono altri dodici, ciascuno con un proprio nome:
1. Malacoda (il capo della banda)
2. Scarmiglione (arruffato o "arruffone")
3. Barbariccia (il "sergente" della truppa che accompagna Dante e Virgilio lungo l'argine della bolgia)
4. Alichino (nome tratto dalla tradizione medievale, da cui poi deriverà l'Arlecchino delle commedie)
5. Calcabrina
6. Cagnazzo
7. Libicocco
8. Draghignazzo
9. Ciriatto (= porco)
10. Graffiacane
11. Farfarello (pure esso tratto dalla tradizione popolare medievale)
12. Rubicante (= rosso/rabbioso).

Di questi, dieci accompagneranno i due pellegrini per un tratto di strada, azzuffandosi poi dopo la beffa di Ciampolo di Navarra, un dannato che gli scappa sotto gli occhi.
I diavoli dai pittoreschi nomi (tutti di almeno 8 lettere dal sapore molto popolano) sono tipicamente medievali. Essi mescolano componenti grottesche e bonarie, sono malvagi ma un po' stupidi per cui è facile beffarli. Non hanno niente a che fare con altre figure di matrice classica, i solenni mostri guardiani dei cerchi (per esempio Cerbero, Minosse o il Minotauro). Ognuno ha almeno una particina nell'episodio, con diversi ruoli e con varie gradazioni di carattere.
Dante aveva avuto modo di assistere a rappresentazioni carnevalesche con uomini travestiti da diavoli. All'epoca erano molto diffusi cicli di affreschi e tavole dipinte raffiguranti i demoni, anche se la fantasia dei pittori nella rappresentazione di questi mostri si sviluppò soprattutto dopo la divulgazione dell'Inferno. In Toscana esisteva anche una famiglia di nome Malabranca.

## I Malebranche in altre opere
- Farfarello comparve secoli dopo nelle Operette morali di Giacomo Leopardi nel Dialogo di Malambruno e Farfarello.
- Farfarello è citato anche nel Pasticciaccio brutto de' via Merulana di Carlo Emilio Gadda e nella canzone napoletana Lo guarracino.
- Scarmiglione, Cagnazzo, Barbariccia, Rubicante e Calcabrina sono boss di Final Fantasy IV; Farfarello invece compare come nemico casuale in Final Fantasy V.
- Alcuni membri dei Malebranche compaiono come nemici nel titolo per Game Boy Advance Castlevania: Aria of Sorrow (Cagnazzo, Scarmiglione e Rubicante) e nel suo sequel per Nintendo DS Castlevania: Dawn of Sorrow (Barbariccia, Draghignazzo e Malacoda).
- Malacoda, Farfarello, Scarmiglione, Draghignazzo, Barbariccia, Ciriatto Sannuto e Cagnazzo compaiono anche ne "Le lettere di Berlicche" scritto nel 1942 da Clive Staples Lewis.
- Malacoda, Farfarello, Scarmiglione e Draghignazzo sono il risultato di alcune mutazioni genetiche indotte dal virus T-Abyss in Resident Evil Revelations.
- I Malebranche Malacoda, Calcabrina, Barbariccia, Draghignazzo e Graffiacane sono presenti anche nel romanzo L'Inferno di Malinverno ovvero Diabolici (e inutili) tentativi di liberarsi di un gatto nero scritto nel 2020 da Stefano Amadei citati all'interno del gioco di carte SatanAsso quali diavoli famosi.
- Alichino, Barbariccia, Cagnazzo, Calcabrina, Ciriatto, Draghignazzo, Farfarello, Graffiacane, Libicocco, Malacoda, Rubicante e Scarmiglione sono carte Mostro nel gioco di carte Yu-Gi-Oh!, e tutti essi fanno parte (con i nomi modificati come ad esempio "Alich" per Alichino) dell'archetipo "Abisso Bruciante". Insieme a loro sono presenti anche Dante, Virgilio e Beatrice.
- I rapper Claver Gold e Murubutu hanno nominato "Malebranche" una delle tracce presenti nel loro album congiunto, Infernvm.